# Time (David Bowie)
Time is een nummer van de Britse muzikant David Bowie, uitgebracht als single in 1973. Het nummer is de zesde track op het album Aladdin Sane en de eerste track op kant 2 van het album. Het nummer werd geschreven in New Orleans in november 1972 tijdens het Amerikaanse deel van de Ziggy Stardust Tour en opgenomen in Londen in januari 1973. Een bewerkte versie van het nummer verscheen op de B-kant van de single "Drive-In Saturday" in de Verenigde Staten en Japan.

## Achtergrond
Het nummer wordt beschreven als een "burleske vamp" en wordt vergeleken met de cabaretmuziek van Jacques Brel en Bertolt Brecht/Kurt Weill. Keyboardspeler Mike Garson zei dat hij "de oude stridepianostijl uit de jaren '20 gebruikte en ik mixte het met avant-gardejazz plus het had de element van showmuziek, plus het was erg Europees".
De bekendste regel van het nummer is "Time – he flexes like a whore / Falls wanking to the floor". RCA Records stemde toe dat het in de Amerikaanse singleversie bleef, maar was niet op de hoogte van de Britse betekenis van de term "wanking", die slaat op masturbatie. Toen Bowie het nummer echter zong in de Amerikaanse tv-special The 1980 Floor Show in augustus 1973 veranderde hij de lijn zo dat het leek op "Falls swanking to the floor." RCA schrapte de zin "In quaaludes and red wine" uit de single, terwijl Bowie die wel zong tijdens The 1980 Floor Show. De regel "Billy Dolls" verwijst naar Billy Murcia, de overleden drummer van de New York Dolls.

## Tracklijst
- Beide nummers geschreven door David Bowie.

1. "Time" - 3:38
2. "The Prettiest Star" - 3:27

## Muzikanten
- David Bowie: zang, akoestische gitaar
- Mick Ronson: elektrische gitaar, achtergrondzang
- Trevor Bolder: basgitaar
- Mick "Woody" Woodmansey: drums
- Mike Garson: piano